# Дворцовые оранжереи (Гатчина)
Дворцовые оранжереи (Оранжерейный сад) — комплекс оранжерейных построек в Гатчине (Ленинградская область), на территории Дворцового парка.

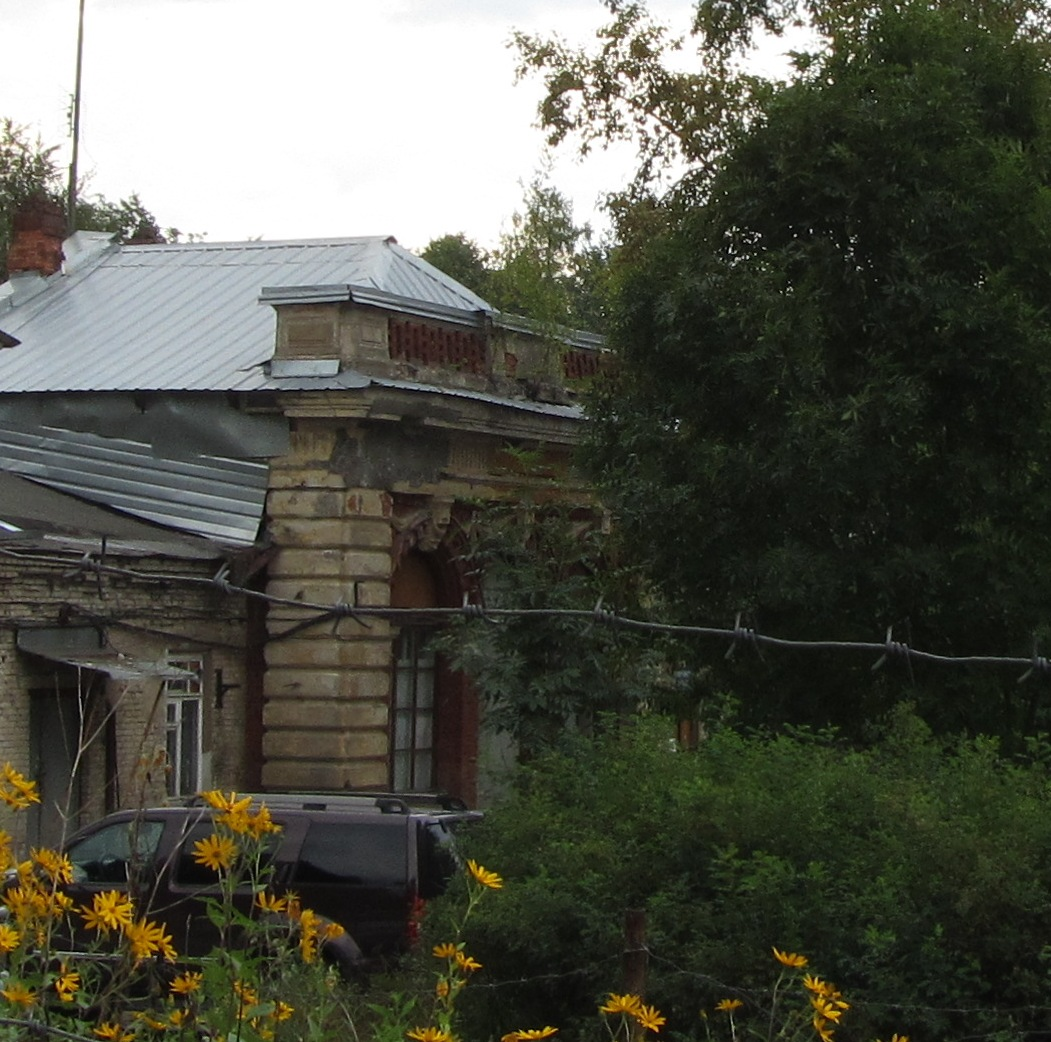
Одно из зданий Дворцовых оранжерей — бывший «Дом садового мастера». 2014 г.

В конце XVIII века, в Гатчине недалеко от Кухонного каре Гатчинского дворца было создано «Дворцовое оранжерейное хозяйство» (также называемое «Внутренним садом») площадью 9,8 гектара, огороженное каменной стеной. На территории объекта были расположены восемь оранжерей поперёк дороги, проходящей по середине сада и одна, длинная, расположенная вдоль этой дороги, примыкающая задней стеной к ограде сада. Оранжереи имели следующие назначения: виноградная, абрикосовая, сливовая, персиковая, цветочные и другие. Помимо фруктовых и цветочных растений в оранжереях содержались, в частности, пальмовые, миндальные, лавровые деревья. Также, между оранжерейных зданий находился каменный двухэтажный дом садового мастера, в который упиралась дорога Оранжерейного сада.

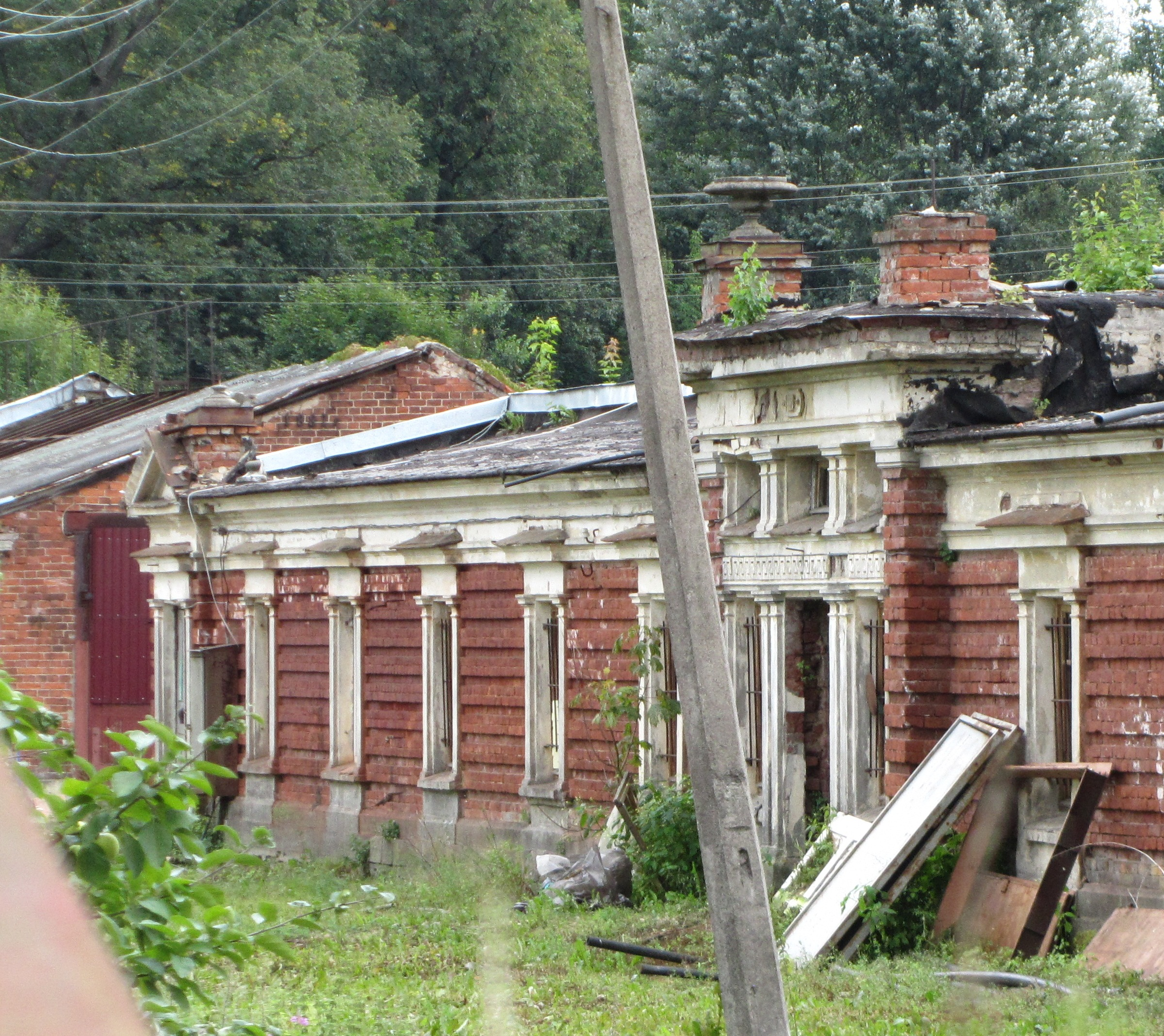
Оранжерейное здание. 2014 г.

Здания Дворцовых оранжерей построены из красного кирпича с отделкой по углам из черновицкого известняка. Остеклённые оранжереи имеют высокие стены с северной стороны каждого здания и почти до земли остеклены со стороны южной. Между оранжереями расположены грядки сезонного выращивания растений.
Возле Дворцовых оранжерей со стороны Дворцового парка за Оранжерейным прудом находится Лесная оранжерея (сегодня — руины), которую иногда также относят к Оранжерейному саду.

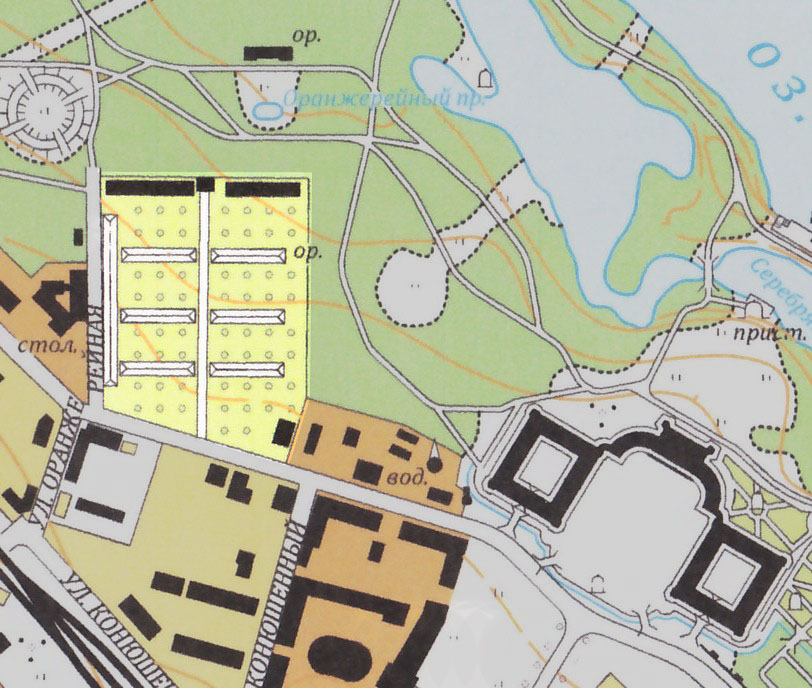
Расположение Дворцовых оранжерей. Состояние местности — 1939 г.

В течение XIX века неоднократно производились достройки и реконструкции оранжерейного комплекса. До 1850-х годов здесь располагалось «Практическое училище садоводства». В XX веке возле оранжерей появились небольшие частные огороды, сараи, двухэтажный жилой дом. До недавнего времени оранжереи были огорожены деревянным забором со стороны Дворцового парка; в настоящее время заменённым на решётчатую ограду. Сегодня здания Дворцовых оранжерей находятся в неудовлетворительном состоянии: остекление практически везде разбито; стены зданий имеют трещины; территория сада не содержится. Используется вспомогательная застройка. В одном из небольших зданий — у въезда со стороны Красноармейского проспекта, находится цветочный магазин.